# 조영욱 (음악 감독)
조영욱(1962년~)은 대한민국의 영화 음악감독이다.

## 영화 음악
- 1997년 《접속》
- 1998년 《조용한 가족》
- 1998년 《해가 서쪽에서 뜬다면》
- 1999년 《텔 미 썸딩》
- 1999년 《해피엔드》
- 2000년 《해변으로 가다》
- 2000년 《공동경비구역 JSA》
- 2001년 《하루》
- 2002년 《공공의 적》
- 2002년 《밀애》
- 2003년 《클래식》
- 2003년 《여섯 개의 시선》
- 2003년 《올드보이》
- 2003년 《실미도》
- 2003년 《믿거나 말거나 찬드라의 경우》
- 2004년 《빙우》
- 2004년 《그녀를 믿지 마세요》
- 2004년 《썸》
- 2004년 《여선생 VS 여제자》
- 2004년 《발레교습소》
- 2005년 《혈의 누》
- 2005년 《친절한 금자씨》
- 2006년 《비열한 거리》
- 2006년 《가을로》
- 2006년 《싸이보그지만 괜찮아》
- 2007년 《용의주도 미스신》
- 2008년 《나도 모르게》
- 2008년 《강철중: 공공의 적 1-1》
- 2009년 《박쥐》
- 2009년 《백야행 - 하얀 어둠 속을 걷다》
- 2009년 《초대》
- 2010년 《서울》
- 2010년 《이끼》
- 2010년 《부당거래》
- 2011년 《글러브》
- 2011년 《시선 너머》
- 2011년 《의뢰인》
- 2011년 《파이널》
- 2011년 《백문백답》
- 2011년 《범죄와의 전쟁: 나쁜놈들 전성시대》
- 2012년 《후궁: 제왕의 첩》
- 2012년 《연가시》
- 2012년 《간첩》
- 2013년 《베를린》
- 2013년 《신세계》
- 2013년 《전설의 주먹》
- 2013년 《마이 라띠마》
- 2013년 《숨바꼭질》
- 2013년 《깡철이》
- 2013년 《변호인》
- 2014년 《신촌좀비만화》
- 2014년 《군도: 민란의 시대》
- 2015년 《강남 1970》
- 2015년 《무뢰한》
- 2015년 《소수의견》
- 2015년 《뷰티 인사이드》
- 2015년 《특종: 량첸살인기》
- 2015년 《내부자들》
- 2015년 《대호》
- 2016년 《아가씨》
- 2016년 《고산자, 대동여지도》
- 2016년 《판도라》
- 2017년 《루시드 드림》
- 2017년 《싱글라이더》
- 2017년 《택시운전사》
- 2018년 《공작》
- 2019년 《말모이》
- 2019년 《증인》
- 2019년 《크게 될 놈》
- 2019년 《악인전》
- 2020년 《남산의 부장들》
- 2020년 《클로젯》
- 2021년 《서복》
- 2022년 《헌트》

## 수상
- 2000년 제8회 춘사영화상 음악상 《공동경비구역 JSA》
- 2003년 제2회 대한민국 영화대상 음악상 《클래식》
- 2003년 제11회 춘사영화상 올해의 음악상 《클래식》
- 2004년 제24회 한국영화평론가협회상 음악상 《올드보이》
- 2004년 제3회 대한민국 영화대상 음악상 《올드보이》
- 2004년 제41회 대종상 음악상 《올드보이》
- 2009년 제30회 청룡영화상 음악상 《박쥐》
- 2010년 제18회 춘사영화상 음악상 《이끼》
- 2012년 제33회 청룡영화상 음악상 《범죄와의 전쟁: 나쁜놈들 전성시대》
- 2013년 제22회 부일영화상 음악상 《베를린》
- 2013년 제50회 대종상 음악상 《신세계》
- 2014년 제10회 제천국제음악영화제 제천영화음악상
- 2014년 제23회 부일영화상 음악상 《군도: 민란의 시대》
- 2014년 제34회 한국영화평론가협회상 음악상 《군도: 민란의 시대》
- 2014년 제35회 청룡영화상 음악상 《군도: 민란의 시대》
- 2014년 제1회 한국영화제작가협회상 음악상 《군도: 민란의 시대》
- 2015년 제24회 부일영화상 음악상 《무뢰한》
- 2017년 제38회 청룡영화상 음악상《택시운전사》
- 2025년 제61회 백상예술대상 영화부문 예술상 (전,란)